# Era dos Deuses

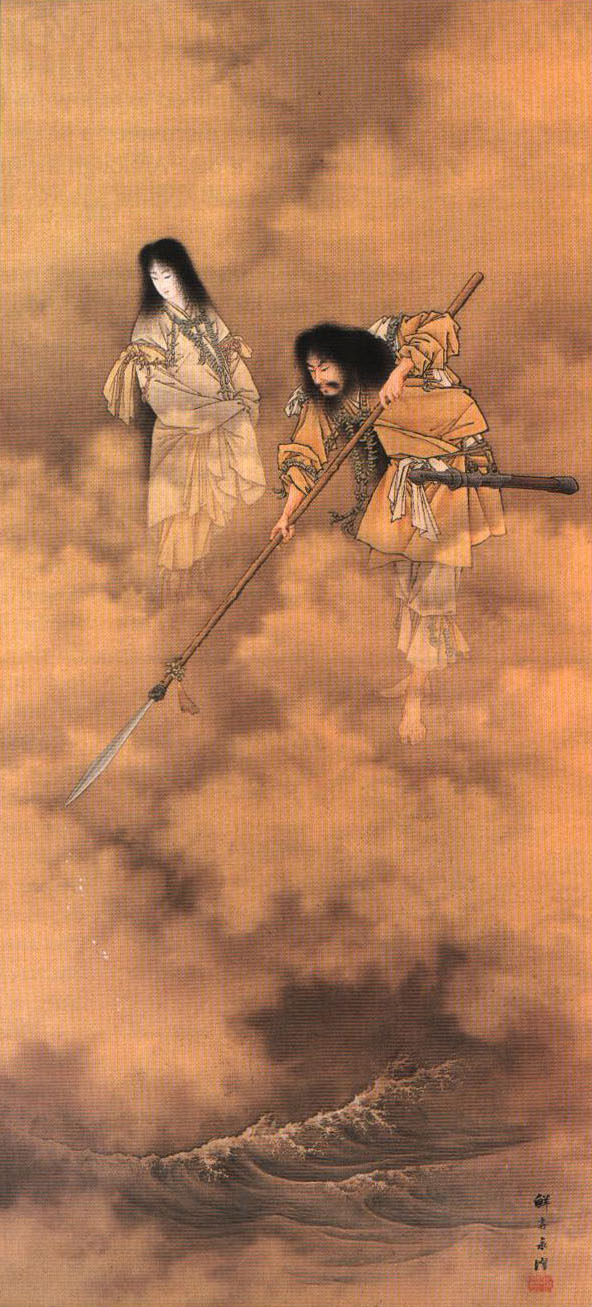
Izanagi e Izanami. Pintura de Kobayashi Eitaku, c. 1885.

A Era dos Deuses (神代, Kami-yo/Jindai) na mitologia japonesa é o período anterior à ascensão de Jimmu, o primeiro imperador do Japão. Os mitos kamiyo são narrados no "rolo superior" (Kamitsumaki) do Kojiki e no primeiro e segundo capítulos do Nihon Shoki. Os reinados do Imperador Jimmu e dos imperadores subsequentes são considerados a Era Humana (人代, Hitoyo).

## Origem
De acordo com a mitologia, as ilhas japonesas foram criadas por Izanagi e Izanami. Eles se encontraram em uma ponte dourada celestial e ao mergulharem a lança enfeitada com joias, chamada Amenonuhoko, dada pelos deuses (kami), no oceano, criam as ilhas do Japão.
Muitos kami nasceram do útero de Izanami, como Amaterasu, a Deusa do Sol, e o Deus da Lua, Tsukuyomi, que tinha um belo brilho prateado mas que não superavao esplendor dourado de sua irmã.
O último kami concebido foi o deus do fogo, Kagutsuchi. Durante o seu nascimento, Kagutsuchi queimou gravemente Izanami e acabou escapulindo para a Terra de Yomi, o submundo. "As lágrimas que Izanagi derramou com a morte de sua esposa trouxeram mais divindades. Irritado com a visão do kami do fogo recém-nascido que havia sido a causa da morte de Izanami, Izanagi desembainhou sua espada e decapitou a criança. O sangue coagulado na espada produziu oito kami marciais, incluindo o importante Takemikazuchi e seu par Futsunushi. Mais oito ferozes kami das montanhas e do ferro surgiram do corpo e dos membros do bebê".